# Sutvara (otok)
Koordinati:   42°56′27″N, 17°11′33″E
Sutvara je majhen nenaseljen otoček v Jadranskem morju, ki pripada Hrvaški.
Sutvara leži okoli 2 km severovzhodno od naselja Lumbarda na otoku Korčula. Njegova površina meri 0,098 km². Dolžina obalnega pasu je 1,3 km. Najvišji vrh na otočku je visok 38 mnm.